# Palau Correggio
El Palau Correggio és un palau de Venècia, situat al barri de Santa Croce i amb vistes al costat dret del Gran Canal, entre el Palau Donà i Ca' Corner della Regina, prop de Ca' Pesaro.

## Història

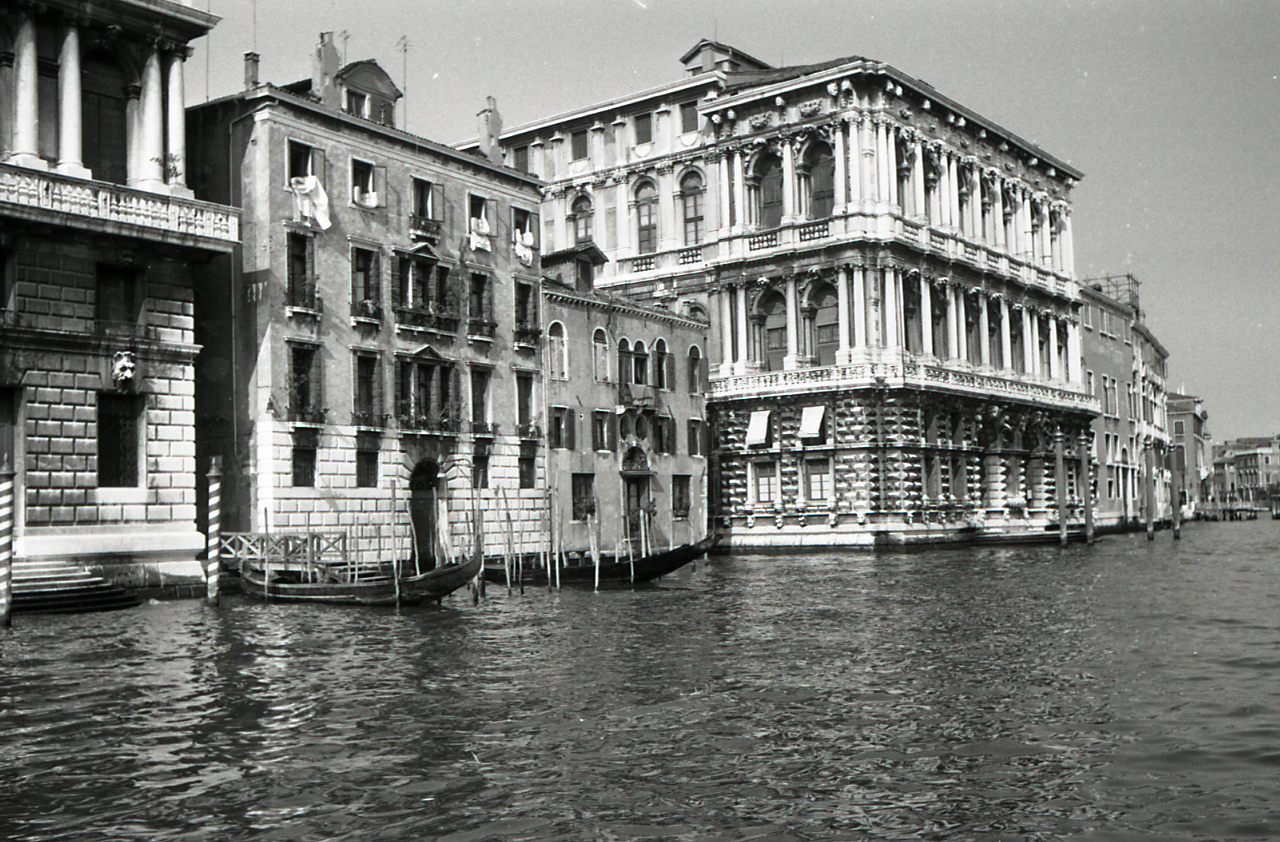
El palau vist des del Gran Canal, el 1966 en una foto de Paolo Monti. Al costat, Ca' Pesaro.

Construït durant el segle XVIII, va ser dissenyat per un estudiant de l'arquitecte Andrea Tirali i construït sobre el solar d'un edifici del segle XVI propietat d'Orazio Correggio. Aquesta branca de la família Correggio es va extingir amb Zandonà Correggio, que es va suïcidar el 25 de juny de 1738 a causa de problemes econòmics.

## Arquitectura
La façana de l'edifici és lineal i força elegant, en general no gaire ostentosa. La planta baixa, amb un portal d'aigua central, està decorada amb rústica, mentre que els pisos superiors tenen finestres senzilles, entre les quals destaquen les dues finestres centrals trífores amb trabeació i timpà.